# Marija Jaremčuk
Marija Nazarivna Jaremčuk (in ucraino Марія Назарівна Яремчук?; Černivci, 2 marzo 1993) è una cantante ucraina.

## Biografia
Marija Nazarivna Jaremčuk è figlia del cantante Nazariy Jaremčuk, del quale è rimasta orfana all'età di soli due anni, a causa della sua morte dovuta a un cancro allo stomaco.
Marija è una cantante del genere pop e ha iniziato a cantare già a sei anni. Nel 2012 è arrivata alla finale del programma Holos Krayiny piazzandosi in quarta posizione. Mentre all'Eurovision Song Contest 2014 rappresentò il suo paese: durante l'evento televisivo svoltosi a Copenaghen è riuscita, grazie alla canzone Tick-Tock, a superare le semifinali e a classificarsi in sesta posizione.